# Frans Malmros (1898–1964)
Frans Oscar Albin Malmros, född 7 maj 1898 i Malmö Karoli församling, Malmö, död 10 juni 1964 i Burlövs församling, Skåne, var en svensk direktör.
Malmros var från direktör för F. Malmros & Co AB i Malmö. Han hade fotografering som hobby i 30 år och deltog i utställningar i bland annat Sverige, USA, England, Frankrike, Tyskland, Belgien och Ungern. Han utgav Detta är Skåne. En hyllning i bild till skånsk bygd med text av Gabriel Jönsson (1948). Malmros är begravd på Burlövs gamla kyrkogård.